# Tutti qui. Collezione 2021
Tutti qui. Collezione 2021 è la settima raccolta del cantautore italiano Claudio Baglioni, pubblicata il 10 dicembre 2021 dalla Legacy Recordings.

## Descrizione
La raccolta contiene molti brani della sua intera discografia, dal primo album Claudio Baglioni del 1970 all’ultimo In questa storia che è la mia del 2020.
A distanza di 16 anni dall'uscita della prima raccolta, Tutti qui, contenente i più celebri brani del cantautore dal 1967 al 2005, quella del 2021 viene definita come la raccolta definitiva di tutti i grandi successi del cantautore nella versione aggiornata e arricchita disponibile in versione triplo CD e in due tripli vinili, impreziosita da un racconto fotografico inedito.

## Tracce
CD 1
1. Questo piccolo grande amore
2. Porta Portese
3. Con tutto l'amore che posso
4. Quanto ti voglio
5. Amore bello
6. W l'Inghilterra
7. Io me ne andrei
8. E tu...
9. Chissà se mi pensi
10. Sabato pomeriggio
11. Poster
12. Solo
13. Quante volte
14. E tu come stai?
15. Un po' di più
16. Strada facendo

CD 2
1. Via
2. Buona fortuna
3. Fotografie
4. Avrai
5. La vita è adesso
6. Uomini persi
7. E adesso la pubblicità
8. Amori in corso
9. Mille giorni di te e di me
10. Dagli il via
11. Io dal mare
12. Acqua dalla Luna
13. Io sono qui
14. Fammi andar via
15. Acqua nell'acqua

CD 3
1. Cuore di aliante
2. Stai su
3. Sono io
4. Tutto in un abbraccio
5. Niente più
6. Con voi
7. Dieci dita
8. In un'altra vita
9. E noi due là
10. Uomo di varie età
11. Mal d'amore
12. Io non sono lì
13. Dodici note
14. Tutti qui